# Gypsy (bài hát của Shakira)
"Gypsy" là một bài hát của nữ ca sĩ Colombia Shakira, từ album phòng thu thứ sáu của cô, She Wolf (2009).

## Xếp hạng

### Xếp hạng tuần
| Xếp hạng (2010)                                   | Peak position |
| ------------------------------------------------- | ------------- |
| Áo (Ö3 Austria Top 40)                            | 11            |
| Bỉ (Ultratip Flanders)                            | 4             |
| Bỉ (Ultratop 50 Wallonia)                         | 40            |
| Canada (Canadian Hot 100)                         | 80            |
| Cộng hòa Séc (Rádio Top 100)                      | 6             |
| Đức (GfK)                                         | 7             |
| Hungary (Rádiós Top 40)                           | 6             |
| Mexico (Monitor Latino) Spanish version: "Gitana" | 1             |
| Ba Lan (Polish Airplay Top 100)                   | 4             |
| Tây Ban Nha (PROMUSICAE)                          | 3             |
| Thụy Sĩ (Schweizer Hitparade)                     | 12            |
| Hoa Kỳ Billboard Hot 100                          | 65            |
| Hoa Kỳ Hot Latin Songs (Billboard)                | 6             |
| Hoa Kỳ Tropical Airplay (Billboard)               | 18            |

### Xếp hạng cuối năm
| Xếp hạng (2010)         | Position |
| ----------------------- | -------- |
| Hungarian Airplay Chart | 39       |
| Spanish Singles Chart   | 9        |
| Spanish Airplay Chart   | 11       |

## Chứng nhận
| Country | Certification | Sales  |
| ------- | ------------- | ------ |
| Mexico  | Gold          | 30,000 |
| Spain   | Platinum      | 40,000 |